# Leucanopsis democrata
Leucanopsis democrata là một loài bướm đêm thuộc phân họ Arctiinae, họ Erebidae.